# 邯郸航空港经济区
邯郸航空港经济区，指的是依托邯郸机场建设的临空产业聚集区，地理位置在河北省邯郸市冀南新区。
按照规划，一期工程投资30亿元，建设空港核心区，主要包括“一关三检”、服务区、临港加工区、保税区等设施。
该项目最早提出于2011年，2011年在第15届中国国际投资贸易洽谈会上，东方航空公司、圆通物流公司与邯郸相关负责人就建设邯郸航空物流项目进行商讨，并达成共同合作的意向。
邯郸市交通局在2012年与中国民航管理学院达成协议，邯郸委托民航管理学院规划研究《邯郸市航空发展战略暨邯郸航空港经济区总体规划》。依靠物流企业、高科技园区入住邯郸。